# KBCラジオ カットラ!
KBCラジオ カットラ!は、2000年4月から2011年3月までKBCラジオにて毎週日曜 22:00 - 23:00（JST）に放送されていた音楽番組である。放送当初は生放送であったが、晩年は収録番組となった。ラジオパーソナリティは栗田善太郎。

## 番組内容
「カットラ!」とはカット、トラックスの省略。『FUKUOKA MUSIC KING』としてメジャー・インディーズ問わず独自の邦楽ランキングを紹介する。ランキング紹介と共に、様々なミュージシャンをゲストに迎えている。また、年に数回『1スタライブ』としてKBCの第1スタジオにリスナーを招待して公開録音と称してミュージシャンによるライブも行われる。